# Cycas aculeata
Cycas aculeata é uma espécie de cicadófita do género Cycas da família Cycadaceae, nativa do Vietname, onde existe apenas num único local das encostas meridionais da cadeia montanhosa do Passo de Hải Vân. Segundo dados de 2010, a população tende a descrescer.